# Sullivan megye (Tennessee)
Sullivan megye az Amerikai Egyesült Államokban, azon belül Tennessee államban található. Megyeszékhelye Blountville, legnagyobb városa Kingsport. Lakosainak száma 158 163 fő (2020. április 1.).

## Szomszédos megyék
- Washington megye
- Carter megye
- Washington megye
- Johnson megye
- Scott megye
- Hawkins megye

## Népesség
A megye népességének változása:
| Lakosok száma | 156 856 | 156 938 | 156 655 | 156 595 | 156 791 | 158 163 |
|               | 2010    | 2011    | 2012    | 2013    | 2015    | 2020    |